# Gilbert le Libanais
 (novembre 2021).
Gilbert Hoareau dit Gilbert le Libanais, né en 1944 à Beyrouth et mort le 6 octobre 1983 à Marseille, est un criminel français membre du milieu marseillais des années 1970 et 1980.

## Biographie
Fils d'un militaire de carrière français originaire de la Réunion, ancien garçon coiffeur, il était devenu membre du clan de Tany Zampa, parrain défunt de Marseille. Ils se seraient rencontrés lorsque ce dernier fréquentait la "bande des Trois Canards" (du nom d´un bar de Pigalle). Ils auraient lié un pacte de sang entre les autres membres de la bande et lui. Il était spécialisé dans le monde de la nuit et gérait en sous-main environ neuf établissements, dont six boîtes dans les Bouches-du-Rhône : l'Annabel's Club, le Kennedy's et la Mendigote à Marseille, le Krypton et le Mistral à Aix-en-Provence et une boîte à Cassis.
Il est soupçonné d'avoir assassiné Edgar Zemour à Miami pour le compte de Paul Mondoloni, en réplique de l'assassinat de Marcel Francisci.
Il est assassiné le 6 octobre 1983 de cinq balles de gros calibre sur la Canebière.
Son assassinat, et ceux qui ont précédé, ont précipité la chute du clan Zampa. Il semble qu'avertie rapidement du meurtre de Hoareau, la police ait obtenu tout aussi rapidement une commission rogatoire pour perquisitionner la résidence de la victime et trouver des charges écrites (double comptabilité) permettant de prouver l'implication de Zampa dans le racket de nombreux établissements de Marseille et sa région.

## Sources
- Jean Contrucci, « La justice marseillaise règle ses comptes », Le Monde,‎ 24 octobre 1983 (lire en ligne).
- Jean Chabrun, "Marseille ou l'empire du Milieu", L'Express, 3 mai 2011.
- José d'Arrigo et Roger Grobert, "Zampa", éditions La Manufacture de livres, 2014.